# 500 miles d'Indianapolis 1930

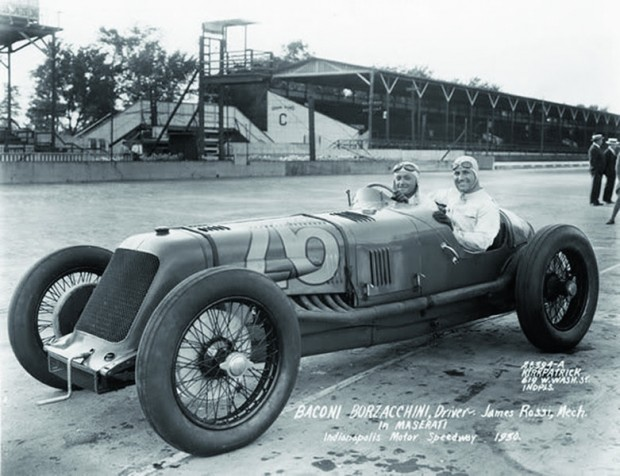
Voiture n°26 aux 500 miles d'Indianapolis. Maserati Tipo V4, du pilote Baconin Borzacchini (Italie) avec James Rossi (USA) comme copilote.

Les 500 miles d'Indianapolis 1930, courus sur l'Indianapolis Motor Speedway et organisés le vendredi 30 mai 1930, ont été remportés par le pilote américain Billy Arnold sur une Summers-Miller (en).

## Grille de départ
| Ligne | Intérieur           | Centre            | Extérieur          |
| 1     | Billy Arnold        | Louis Meyer       | Shorty Cantlon     |
| 2     | Louis Schneider     | Chet Gardner      | Ernie Triplett     |
| 3     | Russ Snowberger     | Phil Shafer       | Leslie Allen       |
| 4     | Cy Marshall         | Frank Farmer      | Lou Moore          |
| 5     | J. C. McDonald      | Joe Gaccia        | Chet Miller        |
| 6     | Claude Burton       | Lora Corum (en)   | Johnny Seymour     |
| 7     | Charles Moran       | Tony Gulotta (en) | Pete DePaolo       |
| 8     | Bill Cummings       | Mel Keneally      | Jimmy Gleason (en) |
| 9     | Wilbur Shaw         | Joe Huff          | Speed Gardner      |
| 10    | Baconin Borzacchini | Marion Trexler    | Letterio Cucinotta |
| 11    | Deacon Litz         | Babe Stapp        | Dave Evans         |
| 12    | Zeke Meyer          | Bill Denver       | Rick Decker        |
| 13    | Roland Free         | Harry Butcher     |                    |

La pole a été réalisée par Billy Arnold à la moyenne de 182,287 km/h.

## Classement final
| no | Pilote              | Voiture               | Tours | Temps/Abandon     |
| 1  | Billy Arnold        | Summers-Miller        | 200   |                   |
| 2  | Shorty Cantlon      | Stevens-Miller        | 200   |                   |
| 3  | Louis Schneider     | Stevens-Miller        | 200   |                   |
| 4  | Louis Meyer         | Stevens-Miller        | 200   |                   |
| 5  | Bill Cummings       | Stevens-Duesenberg    | 200   |                   |
| 6  | Dave Evans          | Stevens-Miller        | 200   |                   |
| 7  | Phil Shafer         | Coleman-Miller        | 200   |                   |
| 8  | Russ Snowberger     | Snowberger-Studebaker | 200   |                   |
| 9  | Leslie Allen        | Miller                | 200   |                   |
| 10 | Lora Corum (en)     | Stutz                 | 200   |                   |
| 11 | Claude Burton       | Oakland               | 196   |                   |
| 12 | Letterio Cucinotta  | Maserati              | 185   |                   |
| 13 | Chet Miller         | Ford                  | 161   |                   |
| 14 | Harry Butcher       | Buick                 | 127   |                   |
| 15 | Mel Keneally        | Whippet-Miller        | 114   | moteur            |
| 16 | Zeke Meyer          | Miller                | 115   | mécanique         |
| 17 | Ernie Triplett      | Whippet-Miller        | 125   | moteur            |
| 18 | J. C. McDonald      | Studebaker            | 112   | fuite d'essence   |
| 19 | Roland Free         | Whippet-Miller        | 69    | embrayage         |
| 20 | Tony Gulotta (en)   | Chrysler              | 79    | moteur            |
| 21 | Frank Farmer        | Miller                | 69    | accident          |
| 22 | Bill Denver         | Smith-Miller          | 41    | mécanique         |
| 23 | Joe Huff            | Cooper-Miller         | 48    | moteur            |
| 24 | Wilbur Shaw         | Duesenberg            | 54    | mécanique         |
| 25 | Joe Caccia          | Duesenberg            | 43    | accident          |
| 26 | Cy Marshall         | Duesenberg            | 29    | accident          |
| 27 | Charles Moran       | DuPont                | 22    | accident          |
| 28 | Jimmy Gleason (en)  | Miller                | 22    | mécanique         |
| 29 | Lou Moore           | Coleman-Miller        | 23    | accident          |
| 30 | Deacon Litz         | Duesenberg            | 22    | accident          |
| 31 | Babe Stapp          | Duesenberg            | 18    | accident          |
| 32 | Johnny Seymour      | Cooper-Miller         | 21    | accident          |
| 33 | Pete DePaolo        | Stevens-Duesenberg    | 19    | accident          |
| 34 | Marion Trexler      | Auburn-Lycoming       | 19    | accident          |
| 35 | Speed Gardner       | Miller                | 14    | mécanique         |
| 36 | Baconin Borzacchini | Maserati              | 8     | réservoir d'huile |
| 37 | Rick Decker         | Mercedes-Clemons      | 7     | mécanique         |
| 38 | Chet Gardner        | Duesenberg            | 1     | accident          |

## Note
Les pilotes qui ont abandonné sont classés en fonction de leur ordre d'abandon et non du nombre de tours couverts.

## Sources
- (en) Résultats complets sur le site officiel de l'Indy 500